# Javno zdravje v Sloveniji
Javno zdravje v Sloveniji proučuje in vzdržuje Nacionalni inštitut za javno zdravje kot osredna javnozdravstvena ustanova v državi. Kot dobro ali zelo dobro je po navedbah iz leta 2017 svoje zdravje ocenilo 65,3 % prebivalcev (povprečje OECD je 68,1 %), kot slabo ali zelo slabo pa 9,7 % prebivalcev (povprečje OECD je 8,7 %).

## Pregled
V Sloveniji je pričakovana življenjska doba 81,1 let. Smrtnost novorojencev je 2,1/1.000 živorojenih otrok (4. najnižja med državami OECD).
Pojavnost raka se je v 20 letih pred 2019 skoraj podvojila. Vsako leto za rakom zboli prek 12.000 prebivalcev, pri čemer zboli nekoliko več moških. Večina primerov raka je posledica življenskega sloga, ki povečuje tveganje za obolenje.
V Sloveniji je imelo po ocenah iz leta 2018 sladkorno bolezen 7,3 % prebivalcev, pri čemer je v prihodnosti predviden 3 % letni prirastek primerov.

### Debelost
Leta 2012 je imelo normalno težo 44 % odraslih, 37 % jih je bilo prekomerno težkih in 17 % debelih. Po podatkih raziskave iz leta 2016 je bilo v Sloveniji prekomerno hranjenih 48,9 % moških in 28,3 % žensk ter debelih 20 % moških in 14,6 % žensk. Od leta 2001 je bil zabeležen trend naraščanja debelosti pri obeh spolih. Delež debelih je večji pri starejših osebah in osebah z nižjo stopnjo izobrazbe. Debelost je prav tako pogostejša pri tistih iz nižjega družbenega sloja (samoocena).
Otroci
Leta 1989 je bilo predebelih 12,5 % osnovnošolcev in 2,3 % osnovnošolcev debelih, leta 2016 pa 17,9 % oz. 6,9 %. Kljub temu število debelih oz. predebelih otrok od leta 2010 upada. Debelost je bila bolj pogosta pri otrocih iz družin z nižjim socialno-ekonomskim statusom.

### Duševno zdravje

#### Samomor
V Sloveniji je po navedbah iz leta 2017 samomor storilo slabih 20/100.000 oseb na leto; stopnja samomorov je bila 3. najvišja med državami OECD. Po drugi strani obstaja trend precejšnega upada stopnje samomorov od leta 1990, ko je znašala 35/100.000 oseb letno.

### Kužne bolezni

#### HIV/AIDS
Slovenija ima eno izmed najnižjih pojavnosti prijavljenih okužb s HIV v EU/EEA. Po podatkih iz leta 2018 je bilo v obdobju 1 leta prijavljenih 32 novih diagnoz okužbe s HIV (1,5/100.000 prebivalcev) (od tega 13 poznih diagnoz), v obdobju 10 let pa skupno 505 novih diagnoz okužbe s HIV. Tri četrtine novih primerov je vključevalo moške, ki imajo spolne odnose z moškimi. V tem obdobju je zaradi aidsa umrla zgolj ena oseba. Leta 2017 ni bilo zabeležene nobene nove okužbe s HIV zaradi intravenske uporabe drog.

## Dejavniki

### Prehrana
Analiza iz leta 2018 je ugotovila zmanjšanje vsebnosti transmaščob v vzorcih živil v primerjavi z enako raziskavo iz leta 2016. Raziskava Zveze potrošnikov Slovenije iz leta 2018 je ugotovila visoke vsebnosti soli in transmaščobnih kislin v najbolj priljubljenih jedeh iz študentskega jedilnika. Največ transmaščobnih kislin je bilo zaznanih pri picah.

### Kajenje tobaka
V Sloveniji tobak kadi 24 % prebivalcev starejših od 15 let. 19 % smrti prebivalcev starejših od 30 let je mogoče pripisati uporabi tobaka. Večina kadilcev je začela kaditi že med najstništvom. Večina kadi redno; vsak dan. Slovenski srednješolci pri kajenju tobaka presegajo evropsko povprečje.

### Alkohol
Slovenija je po količini registrirane porabe alkohola nad evropskim in svetovnim povprečjem, a se poraba po drugi strani zmanjšuje. Glede na podatke iz leta 2016 je prekomerno pitje prisotno pri 10 % prebivalcev, starih 15–74 let, tvegano uporabo alkohola najmanj enkrat v letu pa je bila prisotna pri polovici prebivalcev; takšen način tveganega pitja se za razliko od splošne porabe v Sloveniji povečuje (še posebej med mladimi). Slovenski srednješolci presegajo evropsko povprečje pitja alkohola in opijanja.
Od uvedbe zakona o omejevanju porabe alkohola leta 2003 do leta 2008 je bil opažen trend povečevanja oseb, ki ne uporabljajo alkohola in padanje oseb s tveganimi vzorci uživanja alkohola; od leta 2008 (glede na podatke iz leta 2023) raven abstinentov ostaja enaka, medtem ko je delež oseb s tveganimi vzorci uživanja alkohola v porastu in po dveh desetletjih občutno presega delež iz časa uveljavitve zakona. Poraba alkohola glede na podatke iz 2023 že vež kot dve desetletji pada med mladimi.

### Prepovedane psihoaktivne substance
V letu 2017 je Slovenija zabeležila 32/milijon smrti zaradi drog med odraslimi (15–64 let), kar je bilo največ od leta 2007 in nad evropskim povprečjem 22/milijon smrti. V predhodnih letih je bil opažen tudi trend rasti smrti zaradi drog. Večina smrti (79 %) je bila med moškimi. Povprečna starost umrlih moških je bila 39 let, umrlih žensk pa 45 let. Smrti mladostnikov med 15–19 let starosti so predstavljale 2 % umrlih, smrti starostnikov starih > 65 let pa 6 %.
Večina oseb, ki se je v Sloveniji zdravila zaradi odvisnosti od drog, je bila po podatkih iz leta 2017 primarno odvisna od heroina (75 %). Zaradi odvisnosti od kanabisa se je zdravilo 6 % oseb, zaradi odvisnosti od kokaina pa 5 % oseb.
Slovenski srednješolci presegajo evropsko povprečje rekreativne uporabe pomirjeval, inhalantov, novih psihoaktivnih snovi in drugih prepovedanih drog.

#### Kanabis
Kanabis je po podatkih iz leta 2017 uporabljalo 10,3 % mladih (15–34 let), od tega je kanabis uporabljalo 7 % žensk in 13,4 % moških. Po podatkih raziskave iz leta 2018 je skoraj 50 % 17-letnikov in 20 % 15-letnikov priznalo, da so v preteklosti že užili kanabis, ni pa bilo opaženega porasta uporabe. Med leti 2011 in 2014 je delež mladih (15–24 let), ki uporabo kanabisa smatrajo kot tvegano za zdravje, upadel iz 61 % na 51 %. Slovenski srednješolci presegajo evropsko povprečje uporabe kanabisa.

#### Opioidi
V Sloveniji je bilo po ocenah iz leta 2017 4.873 uporabnikov opioidov z visoko stopnjo tveganja. Nadomestno opioidno zdravljenje je prejemalo 3.042 oseb, razdeljenih pa je bilo okoli 579 tisoč injekcijskih igel.

#### Drugo
Po podatkih raziskave iz leta 2018 je več kot 4 % 17-letnikov priznalo, da so že kdaj užili kokain ter ekstazi. Analiza odpadnih vod večjih evropskih mest iz leta 2018 je pokazala, da se glede na količinsko prisotnost sledi izločenega amfetamina, metamfetamina in MDMA Slovenija uvršča med države s srednjo do nižjo stopnjo porabe teh substanc. Po obremenitvi s kokainom je bil v letih 2021 in 2019 med 20 najvišje uvrščenimi mesti Koper, leta 2020 in 2017 pa Ljubljana. Raziskovalci ugotavljajo, da uporaba kokaina narašča.

### Okoljska onesnaženost
Slovenija spada med države EU z visoko stopnjo onesnaženosti zraka. Slovenija je bila leta 2013 med državami EU na 3. mestu po onesnaženosti z ozonom in 10. mestu po onesnaženosti z delci PM10. Med letoma 2009 in 2011 je bilo 96 % meščanov izpostavljenih povišanim koncentracijam finih delcev PM2,5 in 98 % povišanim koncentracijam ozona. Onesnaženost zraka je problem tudi na nekaterih podeželskih območjih. Glavni viri onesnaženja so kurjenje lesne biomase v gospodinjstvin in storilni dejavnosti. Industrijski izpusti so leta 2016 predstavljali okoli 15 % vseh izpustov, izpusti gospodinjstev pa skoraj 70 % izpustov.

### Poškodbe pri delu
Leta 2007 je bilo zabeleženih 25.442 poškodb pri delu, od tega je bilo poškodovanih 18.403 moških. Tega leta je imelo 43 poškodb smrtni izid. Umrli zaradi poškodb pri delu so bili skoraj izključno moški.

## Cepljenje
V Sloveniji obstaja visoka raven splošne precepljenosti. Precepljenost s cepivom za gripo je po drugi strani ena izmed najnižjih med državami članicami OECD.

## Ukrepi in reforme
Marca 2003 se je začel izvajati zakon o omejevanju porabe alkohola, ki je veljal za prelomen ukrep na tem področju. Prodaja alkoholnih pijač se od uveljavitve zakona lahko izvaja zgolj med 6.00 in 21.00 (namen ukrepa je preprečevanje dokupovanja alkohola sredi noči med mladimi). Streženje žganih pijač je v lokalih dovoljeno le po 10.00 (namen ukrepa je bilo preprečevanje običaja zauživanja alkoholnih pijač pred odhodom na delo). Zakon je uvedel tudi prepoved točenja alkohola na športnih prireditvah (ukrep je bil zaradi pritiska športnih organizacij leta 2017 ukinjen).
Do leta 2008 so poglavitne javnozdravstvene reforme vključevale: omejitev porabe alkohola, prepoved kajenja na javnih mestih, in regulacija komplementarne in alternativne medicine.
Uredba iz leta 2013 omejuje dovoljen delež vlage v kurilnem lesu z namenom zmanjševanja onesnaženosti zraka in določa globe, v kolikor inšpekcija ugotovi neprimerno vlažnost.
Vlada je v proračunu za leto 2015 sprva predvidevala uveljavitev trošarine na sladke pijače, a je od ukrepa zaradi nasprotovanja znotraj koalicije in med civilno družbo konec leta 2014 odstopila; ministrstvo za finance je (predvsem na predlog ministrstva za zdravje) v letih 2012 in 2014 preučilo možnost uvedbe davka na sladke pijače in pripravilo osnutek zakona; ministrstvo je opustitev pobude za uveljavitev zakona pripisalo zanemarljivim javnofinančnim učinkom davka ob znatnem sočasnem povečanju administrativne obremenitve tako za zavezance kot oblasti v primeru uveljavitve takšne uredbe, in pa ostro nasprotovanje predlogu s strani deležnikov v gospodarstvu.
Leta 2019 je bila uveljavljena omejitev transmaščob v živilih na največ 2 g transmaščobnih kislin/100g maščob v živilu.
Junija 2020 je skupina koalicijskih poslancev predlagala uveljavitev obveznega brezplačnega cepljenja (proti ošpicam, mumpsu, rdečkam, oslovskemu kašlju, hepatitisu B, in sezonski gripi) za vse zdravstvene in socialnovarstvene delavce ter kandidate za vpis v šole in fakultete za delo v vzgoji/izobraževanju/zdravstvu/socialnem varstvu, necepljenim otrokom pa prepovedala vpis v vzgojno-izobraževalne ustanove. Za ustanove, ki bi določbe kršile, bi bile predlagane globe od 400-40.000€. Cepljenje ne bi bilo obvezno v primeru utemeljenih medicinskih razlogov za necepljenje posameznika.

### Prepovedane droge

#### Legalizacija kanabisa
V Sloveniji je legalizaciji uporabe, proizvodnje in trgovine kanabisa in izdelkov z višjo vsebnostjo THC naklonjeno več političnih strank. Leta 2017 je bil kanabis premeščen iz prve v drugo skupino prepovedanih drog. Tako je bila omogočena uporaba kanabisa v medicini. Zakonski predlog za legalizacijo rekreativne uporabe je bil v zakonodajni postopek vložen februarja 2018.
Ministrstvo za zdravje je izdalo odklonilno mnenje do predlaganih reform, ki bi legalizirale kanabis in izdelke z višjo vsebnostjo THC, saj bi bile takšne reforme v neskladju z mednarodnim pravom, prav tako pa zakoni niso navedli ocene morebitnih varnostnih tveganj in povečanja stroškov državnih organov zaradi povečanega obsega dela.
Slovenske zdravniške organizacije (vključno z Zdravniško zbornico Slovenije, Slovenskim zdravniškim društvom, sindikatom Fides in Strokovnim združenjem zasebnih zdravnikov in zobozdravnikov Slovenije) so poenotene v odločnem nasprotovanju legalizacije kanabisa oz. izdelkov z višjim deležem THC. Njihovo odklonilno mnenje temelji na mednarodno-pravni podlagi (mednarodnih konvencijah) in skrbi zaradi možnosti za negativen vpliv na javno zdravje ("[...] saj noben zakonski predlog ne upošteva ugotovitev številnih raziskav, ki dokazujejo škodljive učinke uporabe izdelkov z visoko vsebnostjo THC na individualni in na populacijski ravni.").

#### Varne sobe za injiciranje
Varne sobe za injiciranje drog uporabnikom omogoča uporabo znotraj varnega in nadzorovanega okolja, kar omejuje zdravstvena tveganja tako za uporabnike kot za javnost (slednje prek omejevanja smetenja javnih površin z uporabljenimi iglami za injiciranje). Varne sobe prav tako omogočajo spremljanje, usmerjanje in nudenje pomoči odvisnikom s strani strokovnih delavcev, potencialno zmanjšujejo stroške, nastale zaradi zdravljenja z uporabo drog povezanih obolenj ter blagodejno vpliva tako na dobrobit uporabnikov kot kakovost življenja v okolju, kjer so se predhodno zadrževali uporabniki.
Leta 2012 je bila odstranjena zadnja zakonodajna ovira vzpostavitve varnih sob. Predhodno se je vsakršno omogočanje uživanja prepovedanih drog smatralo kot nezakonito, po novi uredbi pa je to mogoče, v kolikor se izvaja v okviru ali pod nadzorom javnega zdravstva. Ministrstvo za zdravje je pred začetkom izvajanja pilotnega projekta varnih sob leta 2016 zahtevalo ovrednotenje programa na komisiji za medicinsko etiko, ki je leta 2018 izdala odklonilno mnenje. Komisija je stališče za odrek etičnega soglasja utemeljila na nasprotovanju omogočanja uporabe na nezakonit način pridobljenih drog kljub temu, da je to s predhodno zakonsko reformo postalo zakonito.